# 山东文化艺术职业学院
山东文化艺术职业学院是山东省德州市齐河县的一所公立专科层次高等教育院校。2024年批复成立，位于齐河县黄河国际生态城旅游大道10号。设有5个院系，舞蹈、戏曲等8个专业。